# Nathan Grey
Nathan Patrick Grey (Gosford, 31 de marzo de 1975) es un licenciado en administración, entrenador y ex–jugador australiano de rugby que se desempeñaba como centro. Actualmente es asistente de Michael Cheika como entrenador de defensa de los Wallabies.

## Selección nacional
Un jugador que destacó por su potencia física, fue convocado a los Wallabies por primera vez en junio de 1998 para enfrentar al XV del Cardo, ingresó en reemplazo de la estrella Tim Horan y marcó un try. También enfrentó a los British and Irish Lions, donde le realizó un recordado tackle alto a la estrella Brian O'Driscoll, durante la Gira de 2001.
En total jugó 5 años con el equipo nacional pero como suplente; a pesar de ello disputó 35 partidos (en su mayoría contra rivales débiles) y marcó 35 puntos, productos de siete tries.

### Participaciones en Copas del Mundo
Participó de dos mundiales: el de Gales 1999 donde fue suplente de la estrella Tim Horan, solo fue titular ante las Águilas y se consagró campeón del Mundo. En Australia 2003 fue suplente de Elton Flatley, jugó como titular ante Namibia e ingresó unos minutos frente a los All Blacks en las semifinales, se retiró del seleccionado tras resultar subcampeón.
| Mundial                       | Sede      | Resultado  | PJ | Tries |
| ----------------------------- | --------- | ---------- | -- | ----- |
| Copa Mundial de Rugby de 1999 | Gales     | Campeón    | 5  | 0     |
| Copa Mundial de Rugby de 2003 | Australia | Subcampeón | 2  | 1     |

## Palmarés
- Campeón de The Rugby Championship de 2001.